# Temešská vrchovina
Temešská vrchovina je geomorfologickou částí Zliechovské hornatiny. 

## Polohopis
Území zabírá jižní část podcelku Zliechovská hornatina. Vrchovina má prodloužený, mírně zahnutý tvar ve směru severozápad-jih a obklopují ji většinou části Strážovských vrchů. Na východě navazuje podcelek Malá Magura, na severu sousedí Belianska vrchovina, západně leží Belianská kotlina a jihozápadním směrem navazují Nitrické vrchy s částí Suchý. Jižním sousedem je Rudnianská kotlina, patřící k Hornonitrianské kotlině. 
Střední částí Temešské vrchoviny protéká řeka Nitrica, která zde přibírá ze severu tekoucí Jaseninu a několik dalších přítoků. Celá oblast tak patří do povodí Nitry. Údolími řek vedou i silniční komunikace, přičemž nejdůležitější, silnice II / 574 ( Nitrianske Rudno - Valaská Belá ), kopíruje tok Nitric. 

## Ochrana území
Severovýchodním okrajem Temešskej vrchoviny vede hranice Chráněné krajinné oblasti Strážovské vrchy, ale jinak se na území nevyskytuje žádná zvlášť chráněná lokalita. 

## Turismus
Tato část Strážovských vrchů patří mezi klidnější oblasti. Je charakteristická láznickým osídlením a možnostmi pro cykloturistiku a horskou cyklistiku. Jedinou značenou trasou je  žlutý turistický chodník vedoucí z obce Temeš na nedalekou Temešskou skálu (910 m n. m.). 